# 澤藤統一郎
澤藤 統一郎（さわふじ とういちろう、1943年8月 - ）は、日本の弁護士。
岩手県盛岡市生まれ。PL学園高等学校、東京大学文学部社会学科卒業。1971年、東京弁護士会に弁護士登録。憲法・司法・労働・教育・消費者・医療・薬害・宗教の分野に関心を持ち、豊田商事事件、霊感商法、スモン、未熟児網膜症、靖国神社問題関連訴訟、岩手銀行女子行員家族手当差別事件、自衛隊海外派遣違憲訴訟（湾岸戦争戦費支出差止請求事件）、東京日の丸君が代強制違憲訴訟などに関わった。元日本民主法律家協会事務局長、元日本弁護士連合会消費者問題対策委員会委員長、元東京弁護士会消費者委員長。公益財団法人第五福竜丸平和協会監事。

## 著作
- 『岩手靖国違憲訴訟』新日本出版社（新日本新書）、1992年
- 『たのしくわかる日本国憲法』岩崎書店、1996年
- 『「日の丸・君が代」を強制してはならない 都教委通達違憲判決の意義』岩波書店（岩波ブックレット）、2006年12月
- 梓澤和幸、岩上安身、澤藤統一郎著『前夜 日本国憲法と自民党改憲案を読み解く』現代書館、2013年12月
- 『DHC スラップ訴訟』日本評論社、2022年7月